# Сатон-Алпајн (Аљаска)
Сатон-Алпајн (енгл. Sutton-Alpine) насељено је место без административног статуса у америчкој савезној држави Аљаска.

## Демографија
По попису из 2010. године број становника је 1.447, што је 367 (34,0%) становника више него 2000. године.
| Група             | 2000.       | 2010.       |
| Белци             | 720 (66,7%) | 977 (67,5%) |
| Афроамериканци    | 49 (4,5%)   | 35 (2,4%)   |
| Азијати           | 3 (0,3%)    | 26 (1,8%)   |
| Хиспаноамериканци | 17 (1,6%)   | 69 (4,8%)   |
| Укупно            | 1.080       | 1.447       |